# Надатки (Мозырский район)
Надатки (бел. Надаткі) — деревня в Скрыгаловском сельсовете Мозырского района Гомельской области Республики Беларусь.
На юге и западе граничит с лесом.

## География

### Расположение
В 33 км на запад от Мозыря, 16 км от железнодорожной станции Птичь (на линии Гомель — Лунинец), 163 км от Гомеля.

## Транспортная сеть
Транспортные связи по просёлочной, затем автодороге Гомель — Лунинец. Планировка квартальная, из 3-х параллельных между собой прямолинейных улиц меридиональной ориентации, пересекаемых 2 короткими прямолинейными широтными улицами. Застройка деревянная, усадебного типа.

## История
Обнаруженный археологами курганный могильник X—XI веков (12 насыпей, в 2 км на юго-запад от деревни, в урочище Мещанской) свидетельствует о заселении этих мест с давних времён. По письменным источникам известна с начала XX века как село в Слобода-Скрыгаловской волости Мозырского уезда Минской губернии.
Наиболее активная застройка относится к 1920-м годам. В 1932 году жители вступили в колхоз. Во время Великой Отечественной войны 30 жителей погибли на фронте. Согласно переписи 1959 года в составе колхоза «Дружба» (центр — деревня Скрыгалов). Работал клуб.

## Население

### Численность
- 2004 год — 47 хозяйств, 78 жителей.

### Динамика
- 1917 год — 34 жителя.
- 1959 год — 364 жителя (согласно переписи).
- 2004 год — 47 хозяйств, 78 жителей.